# Police Woman
Police Woman és una sèrie de televisió policíaca protagonitzada per l'actriu Angie Dickinson i que es va emetre per la cadena NBC entre 13 de setembre de 1974 i el 29 de març de 1978. Es tracta de la primera sèrie dramàtica de televisió protagonitzada per una dona que va ser programada als Estats Units en horari de prime time.
Al Regne d'Espanya va tenir força èxit i la seva protagonista va guanyar un TP d'Or 1977 a la millor actriu estrangera.

## Argument
La sèrie gira entorn de la Sergent de Policia Leanne "Pepper" Anderson (Angie Dickinson), un agent que treballa per a la unitat de recerca criminal del Departament de Policia de Los Angeles. El Sergent William "Bill" Crowley (Earl Holliman) és el seu superior immediat i Pete Royster (Charles Dierkop) i Joe Styles (Ed Bernard) formen amb ella l'equip encarregat d'aclarir casos d'assassinats, violacions, robatoris o tràfic de drogues.
En diversos episodis, Pepper es disfressava d'infermera, prostituta, mestra, ballarina o cambrera per a obtenir informació valuosa acostant-se als sospitosos sense aixecar sospites.

## Repartiment
- Angie Dickinson - Suzanne Anderson
- Earl Holliman - Bill Crowley
- Charles Dierkop - Pete Royster
- Ed Bernard - Joe Styles

## Rellevància
L'èxit de la sèrie va ser irresistible, especialment durant la seva primera temporada, aconseguint el número u en els índexs d'audiència.
A més, en comprovar-se l'encertat de la fórmula, va donar lloc al fet que altres productors optessin per successives sèries policíaques protagonitzades per dones com Els Àngels de Charlie, La dona biònica o Cagney & Lacey.
Així mateix, va provocar un devessall de sol·licituds femenines d'ingrés en els departaments de policia dels Estats Units.

## Curiositats
El febrer de 1976 el president Gerald Ford va alterar l'hora de convocatòria d'una roda de premsa perquè coincidia amb l'emissió de la seva, suposadament, sèrie favorita de televisió.